# Noorda purpureiplagialis
Noorda purpureiplagialis is een vlinder uit de familie van de grasmotten (Crambidae). De wetenschappelijke naam van de soort is voor het eerst gepubliceerd in 1915 door Rothschild.
De soort komt voor in Indonesië (Papoea).